# Bernartice (okres Jeseník)
Bernartice (dříve též Bernatice, německy Barzdorf, polsky Bernacice) jsou obec, která leží ve Slezsku, v okrese Jeseník v Olomouckém kraji. Žije zde 843 obyvatel, katastr obce má rozlohu 2851 ha. Je to řadová ves sledující tok Vojtovického potoka.

## Poloha
Obec Bernartice sousedí na severu s Polskem (gminy Paczków a Otmuchów), na západě s městem Javorník a obcí Uhelná, na jihu s obcí Vlčice a městem Žulová a na východě s obcemi Kobylá nad Vidnavkou a Velká Kraš. Od okresního města Jeseník je vzdálena 19 km a od krajského města Olomouc 89,5 km. Ve vzdálenosti 35 km jihovýchodně leží město Vrbno pod Pradědem, 46 km jižně město Šumperk a 51 km jihovýchodně město Bruntál.
Geomorfologicky patří Bernartice k provincii Česká vysočina, subprovincii krkonošsko-jesenické (sudetské), oblasti Krkonošsko-jesenické podhůří (Sudetské podhůří), geomorfologický celek Vidnavská nížina. Území obce je zvlněnější jen na katastru Bukové, nejvyšším bodem je kopec Stráž (361 m n. m.).
Území Bernartic patří do povodí Odry, resp. Kladské Nisy. Protéká jím několik souběžných, severovýchodně směřujících menších toků, totiž Lánský potok směřující z Uhelné a protékající kolem zaniklé Pavlinky, Vojtovický potok protékající samotnými Bernarticemi a přijímající potok Studená voda přitékající z Vlčic, Gotartovický potok protékající zaniklými Gotartovicemi a Heřmanický potok protékající Horními Heřmanicemi.
Území obce pokrývá ze 87,5 % zemědělská půda (80 % orná půda, 6,5 % louky a pastviny) a z 5,5 % les.

## Název
Název je později zaznamenán jako Bertholdis villa (1291, 1305), německy Bertholdisdorf (1420), což se postupně přeměnilo na Barzdorf.

## Historie
Bernartice jsou zmiňovány poprvé roku 1284 jako Bernhardi villa v obvodu otmuchovského hradu patřícího vratislavskému biskupovi (archaický půdorys kostela však naznačuje větší stáří).

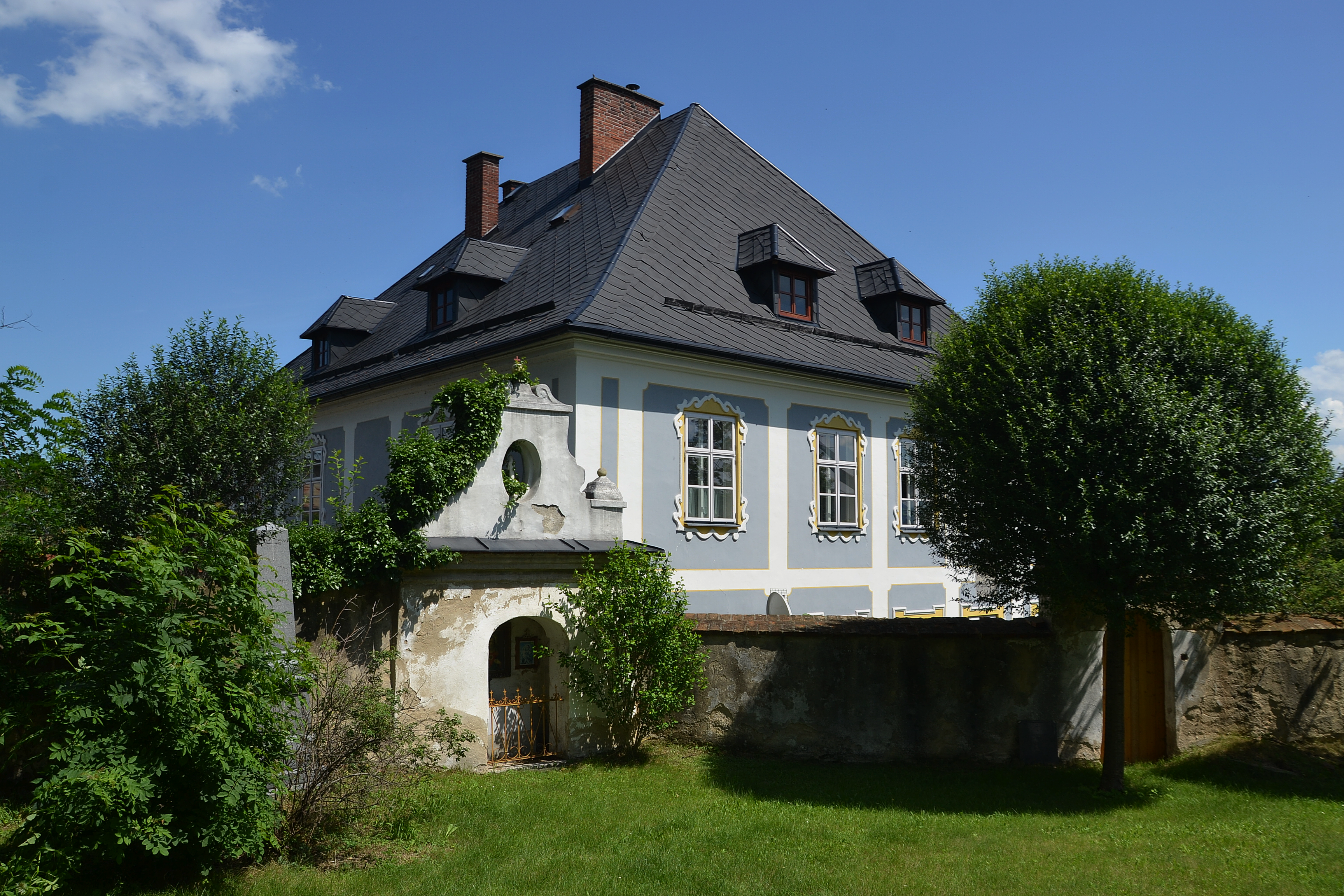
Bernartice - římskokatolická fara

V obci jsou stopy osídlení již z doby kamenné, avšak samotná, původně značně velká - 75 lánů - lesní lánová ves vznikla patrně až kolonizační aktivitou biskupů podél Vojtovického potoka. Na jihu na ni plynule navazuje Buková a na severu Dziewiętlice (něm. Heinersdorf). Ves byla pojmenována po svém lokátorovi Bernardovi nebo Bertoldovi. Již roku 1305 se zde připomíná kostel, roku 1579 pak římskokatolická fara. Ves zůstala v držení vratislavských biskupů až do konce patrimoniální správy roku 1850, nejprve v rámci panství Frýdberk (nyní Žulová), pak Jánský Vrch. Toto panství se po rozdělení Slezska roku 1742 stalo součástí rakouské (české) části Nisského knížectví v rámci Rakouského Slezska.
Bernartice značně trpěly událostmi třicetileté války, kdy se v ní střídavě usadila vojska obou stran, a morem roku 1633, který zanechal v obci jen 13 obyvatel; ještě roku 1650 bylo z 26 lánů 20 pustých, zanikly zdejší rybníky i olejny. Mor udeřil opět roku 1713, přesto nabyla ves v průběhu 18. století opět na významu. Roku 1742 se obec v důsledku rozdělení Slezska ve válkách o dědictví rakouské ocitla na hranici s Pruskem.
Jako v jiných vesnicích Jesenicka bylo v Bernarticích bohaté dědičné fojtství (původně zřejmě věnované lokátorovi), zmiňované již v roce 1305 a zapisované do zemských desk jako samostatný lenní statek. Zatímco pozemky biskupského tzv. Horního dvora byly roku 1579 rozprodány obyvatelům, Dolní dvůr s řadou pozemků zůstal ve vlastnictví fojtů, kteří se často střídali. Přímo na pozemcích fojtství vznikla kolem roku 1782 osada Pavlinka. V polovině 19. století byl majitelem fojtství Josef Latzel, který založil jeden z prvních cukrovarů ve Slezsku (ovšem v Horních Bernarticích na pruské straně) a v roce 1848 se stal za zdejší kraj poslancem ústavodárného Kroměřížského sněmu. Jeho potomkům fojtský velkostatek patřil ještě za první pozemkové reformy, kterou přežil prakticky v nezměněném rozsahu.
Základem hospodářství obce zůstalo zemědělství, i když zde fungovala od roku 1892 Latzelova továrna na zápalky a po I. světové válce výroba čisticích a pracích prostředků. Roku 1896 byly Bernartice napojeny na lokální železnici z Dolní Lipové směrem do Německa a o rok později byla vybudována její odbočka z Bernartic do Javorníka.
Po II. světové válce a odsunu Němců menší průmyslové podniky a provozy zanikly, zachováno a rozvíjeno bylo jen zemědělství. JZD v Bernarticích bylo z největších v oblasti a v roce 1974 k němu byla připojena další okolní družstva, takže ke konci socialistické éry obhospodařovalo 4117 hektarů zemědělské půdy. Pro zaměstnance JZD bylo postaveno i menší sídliště.

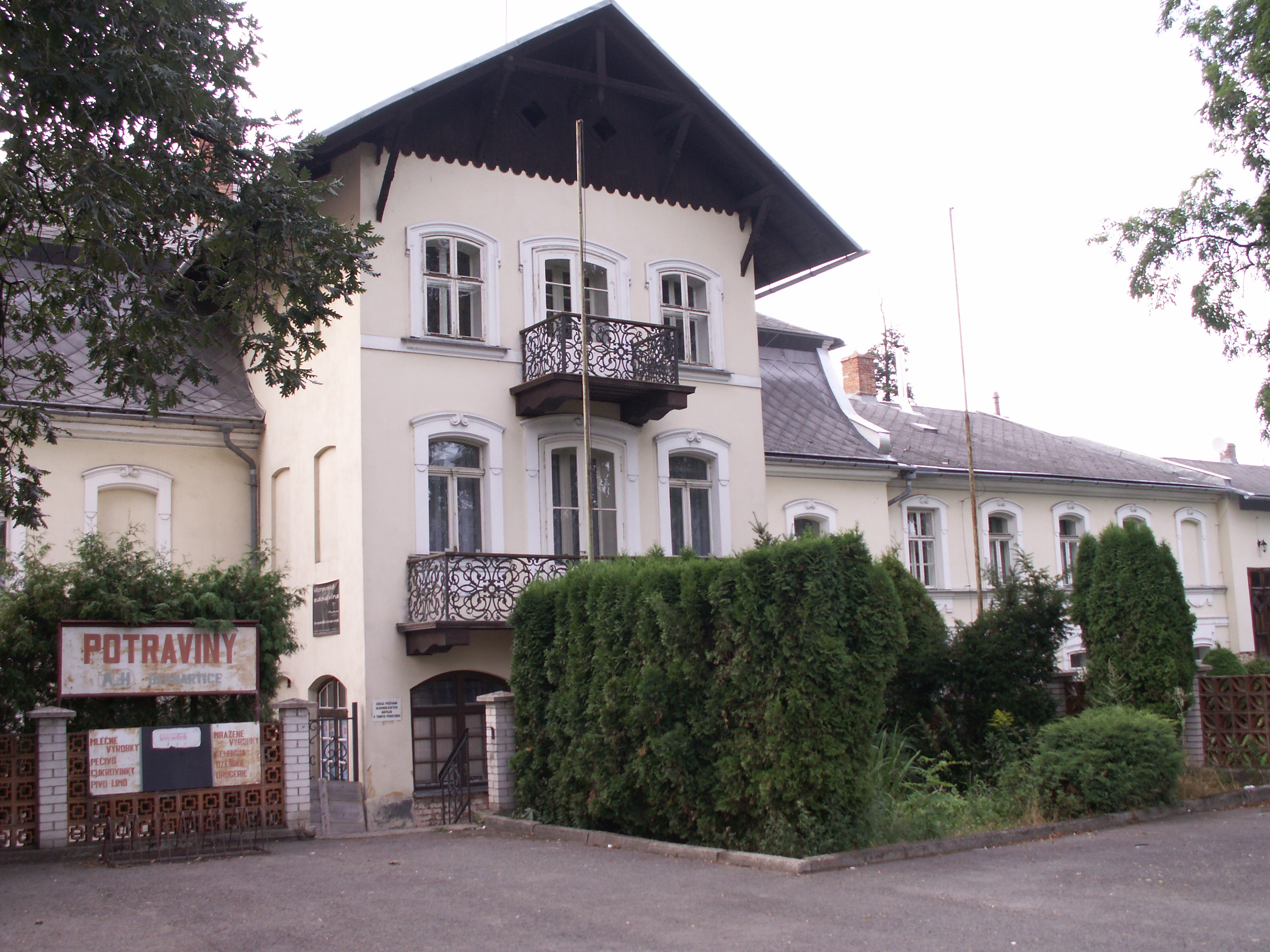
zámeček - sídlo Agroholdingu Bernartice

V roce 1959 proběhla úprava hranic s Polskem a katastr Bernartic se zmenšil z 1917 ha na 1866 ha.
Bernartice jsou členem Mikroregionu Javornicko, svazku obcí vzniklého v roce 2001. Obec je také od roku 1993 členem Sdružení měst a obcí Jesenicka (SMOJ), které tvoří obce okresu Jeseník, a od roku 1997 členem Euroregionu Praděd.
K obci Bernartice od počátku obecního zřízení (1850) přináležela osada Buková a od roku 1869 též osada Horní Heřmanice, obě s vlastními katastry. Na katastru Bernartic se dále nalézaly:
- na východ od vsi, po stranách Gotartovického potoka, ves Gotartovice (něm. Gotthardsdorf). Ta vznikla parcelací panského dvora roku 1780 a byla nazvána podle vratislavského biskupa Philippa Gottharda hraběte Schaffgotsche. Roku 1836 měla 10 domů a 66 obyvatel a roku 1930 9 domů a 35 vesměs německých obyvatel, po II. světové válce však zanikla.
- na západ zmíněná osada Pavlinka (něm. Paulinaburg). Tuto osadu s pivovarem, palírnou a mlýnem založila Pavlína Rustová, manželka ředitele biskupských statků, krátce poté, co roku 1779 koupila statek bernartického fojtství. Osada měla roku 1836 20 domů a 110 obyvatel a roku 1930 17 domů a 65 německých obyvatel. Ani ona nepřečkala poválečné vylidnění a nyní z ní zbývá jen jedna budova.

Znak a vlajka byly obci uděleny rozhodnutím předsedy Poslanecké sněmovny Parlamentu České republiky dne 6. ledna 2021.

### Správní vývoj
Správní příslušnost Bernartic od roku 1848
- 1848 vévodství slezské, kraj opavský, Nisské knížectví, (část) panství Jánský Vrch, (část) lenní fojtství Bernartice
- od 1. ledna 1850 do roku 1855 vévodství slezské, politický okres Frývaldov, soudní okres Javorník
- od roku 1855 do roku 1868 vévodství slezské, smíšený okres Javorník
- od roku 1868 do 30. listopadu 1928 vévodství slezské / země slezská, politický okres Frývaldov, soudní okres Javorník
- od 1. prosince 1928 do 31. ledna 1949 země moravskoslezská, politický okres Frývaldov (od 1947 Jeseník), soudní okres Javorník
  - kromě: od 1. října 1938 do května 1945 "sudetoněmecká území", od 15. dubna 1939 jako říšská župa Sudety / Reichsgau Sudetenland; (od 1. května 1939) vládní obvod Opava / Regierungsbezirk Troppau; (od 20. listopadu 1938) Landkreis Freiwaldau, Amtsgericht Weidenau
  - od 31. května 1945 Slezská expozitura země Moravskoslezské
- od 1. ledna 1949 do 30. června 1960 Olomoucký kraj, okres Jeseník
- od 1. července 1960 do 31. prosince 1995 Severomoravský kraj, okres Šumperk
- od 1. ledna 1996 do 31. prosince 1999 Severomoravský kraj, okres Jeseník
- od 1. ledna 2000 Olomoucký kraj, okres Jeseník

## Obyvatelstvo
Počet obyvatel Bernartic podle sčítání nebo jiných úředních záznamů:
| Rok            | 1869  | 1880  | 1890  | 1900  | 1910  | 1921  | 1930  | 1950  | 1961  | 1970  | 1980 | 1991 | 2001 | 2011 | 2021 |
| -------------- | ----- | ----- | ----- | ----- | ----- | ----- | ----- | ----- | ----- | ----- | ---- | ---- | ---- | ---- | ---- |
| Počet obyvatel | 3 057 | 3 368 | 3 063 | 2 951 | 2 810 | 2 623 | 2 631 | 1 200 | 1 188 | 1 067 | 898  | 884  | 911  | 838  | 783  |
| Počet domů     | 383   | 459   | 478   | 431   | 449   | 446   | 459   | 412   | 242   | 229   | 211  | 253  | 261  | 239  | 268  |

V obci Bernartice je evidováno 310 adres : 299 čísel popisných (trvalé objekty) a 11 čísel evidenčních (dočasné či rekreační objekty). Při sčítání lidu roku 2001 zde bylo napočteno 261 domů, z toho 215 trvale obydlených.
Část obce (osada) Bernartice
| Rok            | 1836 | 1869 | 1880 | 1890 | 1900 | 1910 | 1921 | 1930 | 1950 | 1961 | 1970 | 1980 | 1991 | 2001 | 2011 | 2021 |
| -------------- | ---- | ---- | ---- | ---- | ---- | ---- | ---- | ---- | ---- | ---- | ---- | ---- | ---- | ---- | ---- | ---- |
| Počet obyvatel | 1617 | 2136 | 2320 | 2085 | 2046 | 2005 | 1875 | 1919 | 860  | 802  | 814  | 722  | 751  | 797  | 715  | 675  |
| Počet domů     | .    | 254  | 306  | 318  | 292  | 299  | 299  | 315  | 286  | 242  | 172  | 162  | 187  | 198  | 184  | 203  |

1. ↑  bez Pavlinky a Gotartovic 1436
2. ↑  z toho: 61 Čechoslováků, 1824 Němců; 1888 řím. kat., 22 evang., 10 čsl., 6 bez vyzn.

V Bernarticích je evidováno 228 adres : 223 čísla popisná (trvalé objekty) a 5 čísel evidenčních (dočasné či rekreační objekty). Při sčítání lidu roku 2001 zde bylo napočteno 198 domů, z toho 173 trvale obydlených.

### Církevní správa

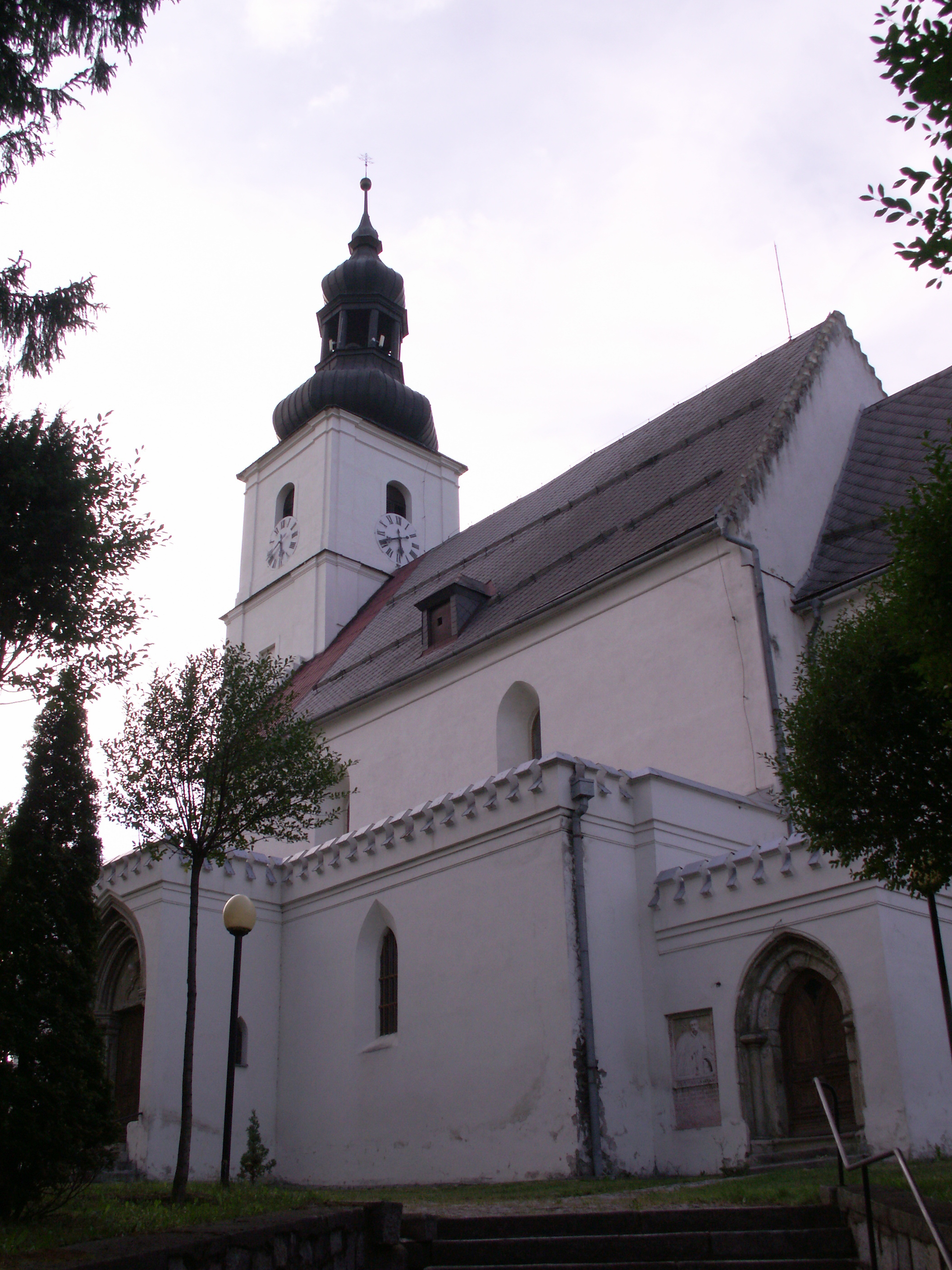
kostel sv. Petra a Pavla

Z hlediska římskokatolické církevní správy spadá obec do farnosti Bernartice (s farním kostelem sv. Petra a Pavla), která patří do děkanátu Jeseník diecéze ostravsko-opavské a je dlouhodobě administrována excurrendo z Vidnavy.
Evangeličtí věřící patří k farnímu sboru Javorník u Jeseníka. Věřící Československé církve husitské patří k náboženské obci v Jeseníku, kde se nalézá rovněž sídlo farnosti pro pravoslavné věřící.

## Části obce
- Bernartice (k. ú. Bernartice u Javorníka o výměře 1865,68 ha)
- Buková (k. ú. Buková u Bernartic o výměře 590,38 ha)
- Horní Heřmanice (k. ú. Horní Heřmanice u Bernartic o výměře 395,66 ha)

## Doprava

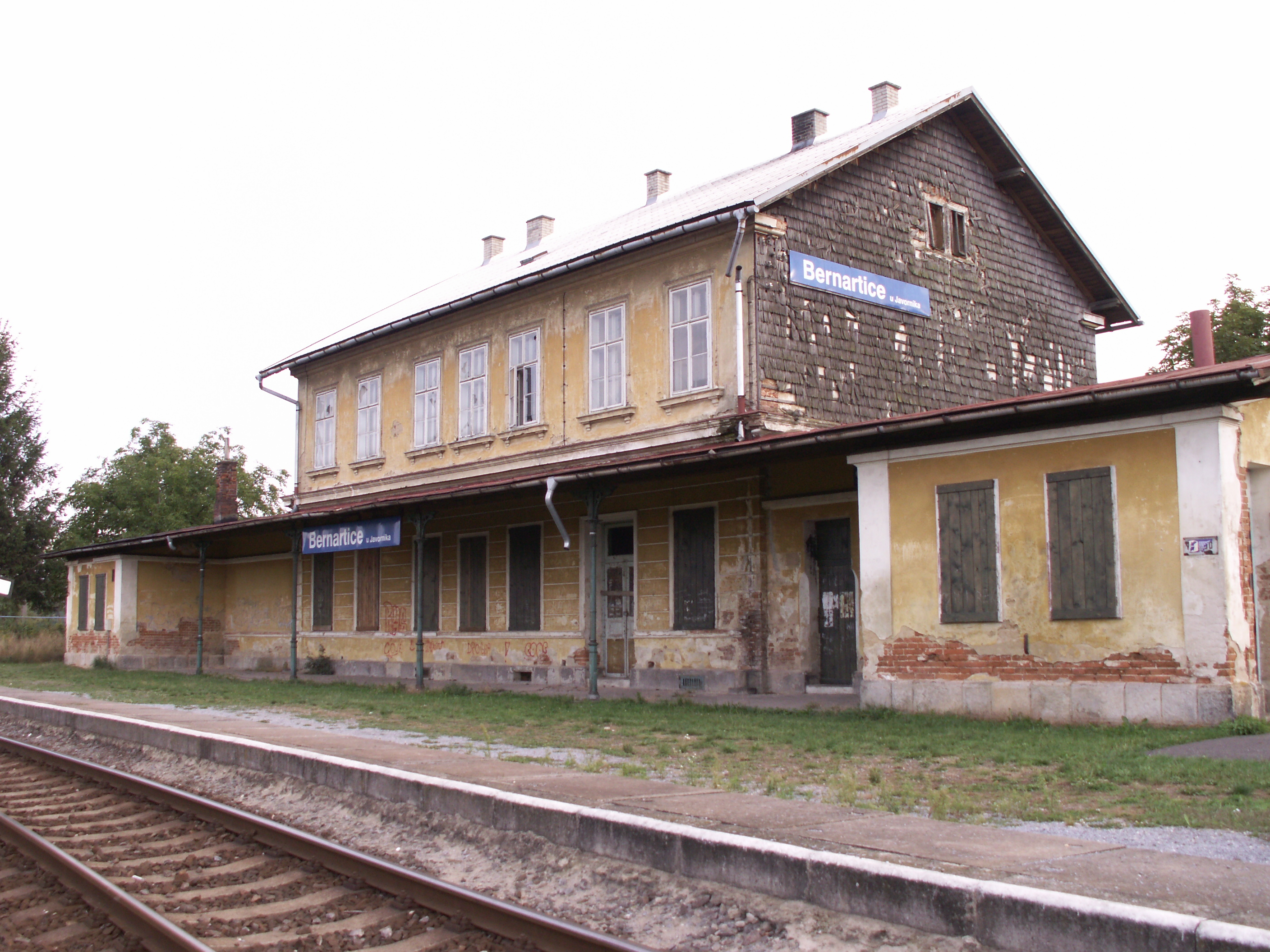
železniční stanice Bernartice

Bernarticemi vede regionální železniční trať č. 295 (železniční trať Lipová Lázně – Javorník ve Slezsku). Na území obce jsou dvě zastávky této trati s názvy „Bernartice u Javorníka“ a „Horní Heřmanice“.
Obcí prochází silnice II. třídy číslo 457 z Osoblahy, Janova, Zlatých Hor a Vidnavy na Javorník a dále na státní hranici, odkud pokračuje do polského města Lądek-Zdrój, a severojižní silnice III. třídy od polských hranic větvící se v Bukové na Vlčice a Tomíkovice.

## Pamětihodnosti
- Římskokatolický farní kostel sv. Petra a Pavla (původně zasvěcen P. Marii). Jádro budovy a portál je v přechodném románsko-gotickém slohu ze 3. čtvrtiny 13. století, vzhled kostela však byl vícekrát změněn, zejména přístavbou barokní věže v letech 1711-1712 a kaple sv. Hedviky a vstupní haly roku 1871. V kostele se nachází renesanční epitaf Bartoloměje Oerta z roku 1571 a náhrobek faráře Adama Merkela z doby po roce 1600. Kulturní památka.[20][21]
- Okolo kostela hřbitov obklopený zdí[22] s mohutnou klasicistní branou,[23] menší brankou a edikulou. Na něm hrob a památník obětem pochodu smrti (kulturní památka) a novorenesanční hrobka rodiny Latzelů.[24]
- Pozdně barokní zámeček vzniklý z bývalé budovy fojtství koncem 18. století, s romantickou "tyrolskou" přístavbou bočního křídla z 2. poloviny 19. století.
- Boží muka z 1. poloviny 19. století, na rozcestí cest na Bernartice, Javorník a Vidnavu.[25]

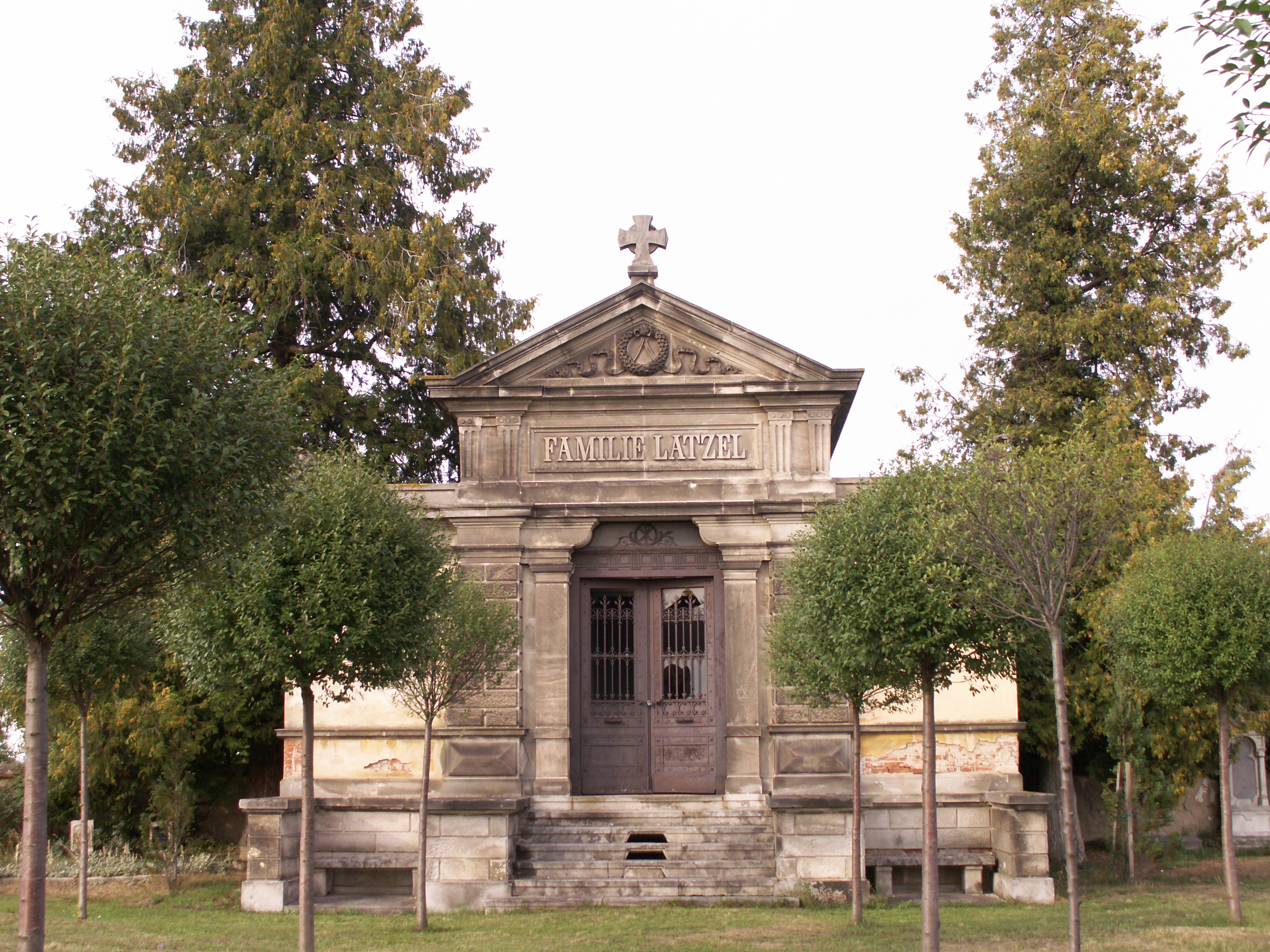
hrobka rodiny Latzel

- Tančírna v Račím údolí[26]

## Školství
V obci se nachází mateřská škola, základní škola nižšího stupně (1.-5. ročník) a Střední odborná škola a Střední odborné učiliště zemědělské (v části Horní Heřmanice).

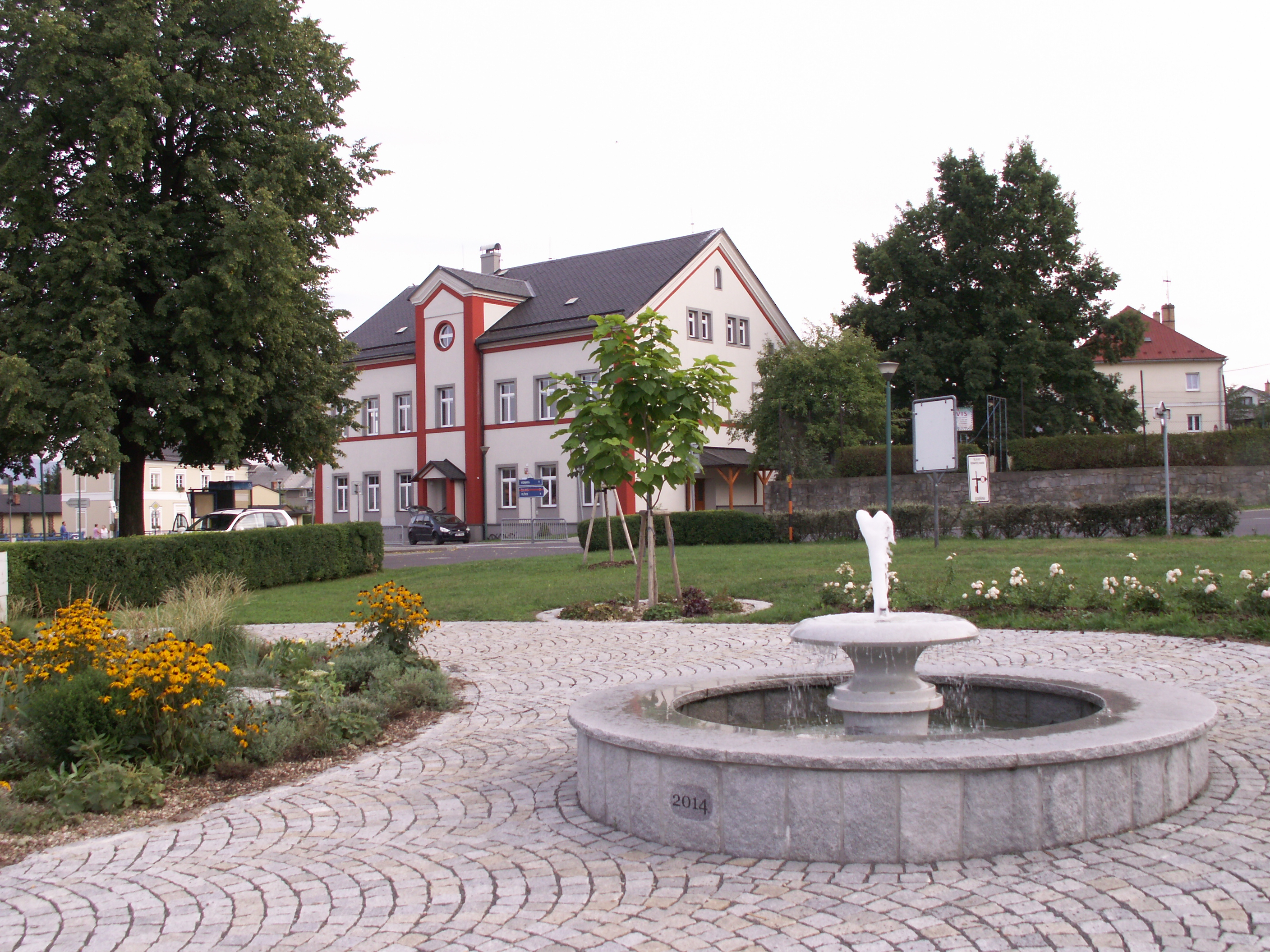
budova základní školy

## Osobnosti
V Bernarticích se narodil kartograf Josef Jüttner (1775–1848).